# Catteland
Catteland è una trasmissione di Radio Deejay in onda dal 7 gennaio 2013 alle 12.00 per un'ora, dal lunedì al venerdì, con la conduzione di Alessandro Cattelan, affiancato da Fosca Donati che, dal 2020, ha sostituito Chiara Carsenzola. La regia è curata da Maurizio Rossato.

## La trasmissione
La trasmissione ha segnato il debutto di Cattelan sulle frequenze di Radio Deejay ed è strutturata come un ideale "parco giochi a tema"; durante l'ora di trasmissione vengono proposte rubriche fisse e letti gli sms degli ascoltatori, che spesso intervengono anche telefonicamente.
Durante il mese di agosto 2013, la trasmissione è andata in onda in diretta dalle 21 alle 23 da viale Ceccarini, storica sede estiva di Radio Deejay.
Dal novembre 2013 la trasmissione cambia la sua programmazione musicale, interamente dedicata alla musica anni novanta per poi tornare ad avere un programmazione mista, tra musica anni novanta e musica del momento.
Nel luglio 2014 la trasmissione, come altre trasmissioni di Radio Deejay, si sposta per l'Italia per andare a "conoscere" i loro ascoltatori nell'evento "Deejay Coast to Coast" e a Cattelan viene affidato il compito di girare 5 città della Regione Siciliana in 5 giorni con il Track della Radio.
Dalla seconda metà del 2014, Alessandro Cattelan ad inizio puntata, annuncia l'argomento del quale si andrà a parlare durante l'intera puntata con vari interventi degli ascoltatori al telefono, oppure tramite sms come sempre, affiancato da Chiara "Karse" Carsenzola.
Il programma ha reso famoso il termine "shootare", inteso come fare fuoco su qualcuno o qualcosa derivato dal verbo inglese "to shoot".

## L'edizione "Chiavetta nello spazio"

### Catteland - Chiavetta nello spazio
Dal 31 agosto 2015 e per l'intera stagione il programma cambia nome. Nella prima settimana la trasmissione si sposta nella fascia "Drive Time" dalle 17 alle 18, ma Linus, con un post sul suo blog, annuncia che dal 7 settembre successivo, preso atto delle critiche degli ascoltatori sul cambio d'orario, il programma sarebbe tornato al suo classico orario, ovvero dalle 12 alle 13.
Il programma, quindi, cambia completamente la struttura e in questa nuova versione vengono proposte le playlist degli ospiti in studio, intervistati durante la diretta del programma da Cattelan; il pubblico non interviene più in diretta come accadeva in precedenza ma si possono solamente inviare messaggi o mail che sono poi letti dal conduttore. 
Il lunedì vengono ospitati sempre protagonisti di Radio Deejay mentre nei restanti giorni vengono ospitati personaggi famosi, come attori, cantanti o presentatori.
Questo format è durato solamente una stagione, terminando il 3 giugno 2016. 

## La nuova formula
Dal 5 settembre 2016 il programma ha una struttura tutta nuova. All'inizio di ogni puntata il conduttore annuncia la giornata mondiale del giorno su cui poi si costruisce la puntata con lo spunto iniziale del conduttore e della redazione.
Durante le varie puntate al telefono intervengono ospiti che hanno a che fare con l'argomento in discussione nel giorno. Ovviamente non mancano anche interventi degli ascoltatori sia al telefono che con gli SMS.
Nella stagione autunnale 2018, il programma, a causa dei vari impegni televisivi che occupano il conduttore, non viene trasmesso. Cattelan stesso ha però annunciato, durante una puntata di Deejay Chiama Italia, che la trasmissione sarebbe ripresa dal gennaio 2019.
Nella stagione 2021 viene attribuito un nome ad ogni  puntata in base al giorno della settimana in cui si svolge: nascono così LuneDisco, MarteDissing, MercoleDio e GioveDilemma, che si aggiungono al già esistente VeneGigi.